# Gennadi Andrejewitsch Mesjaz

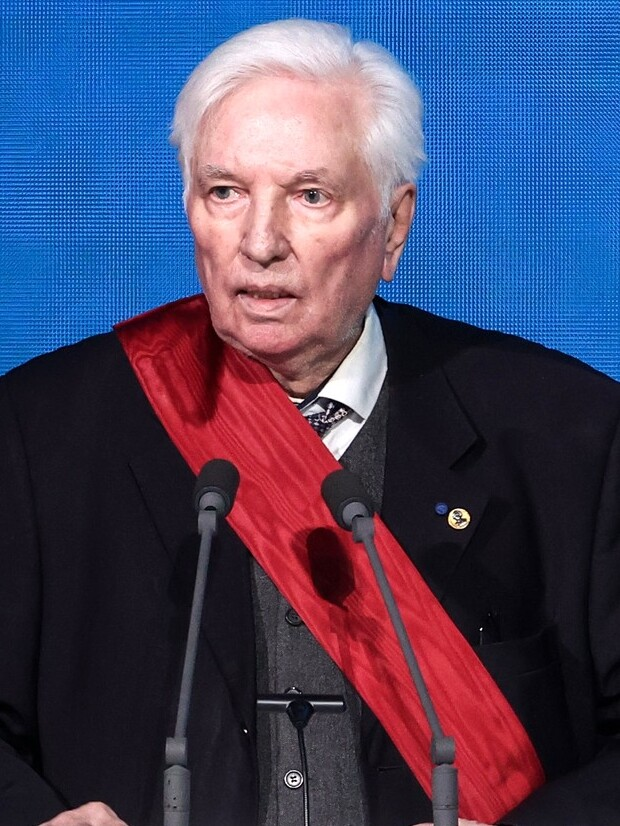
2024

Gennadi Andrejewitsch Mesjaz (russisch Геннадий Андреевич Месяц; * 29. Februar 1936 in Kemerowo) ist ein russischer Physiker.

## Leben
Mesjaz stammt aus einer Arbeiterfamilie. Sein Großvater Roman Dmitrijewitsch Mesjaz war Landarbeiter und Bergmann im Donbas, bevor er 1908 mit seiner Familie mit 10 Kindern nach Sibirien ging und sich im Ujesd Bolotnoje ansiedelte. Sein Vater Andrei Romanowitsch Mesjaz (1907–1985) ließ sich nach der Heirat mit Anna Michailowna Michailowa (1910–1990) in Anschero-Sudschensk nieder und arbeitete in der dortigen Gerberei als Koch und Kantinenleiter. Ab 1931 leitete er ein Studienlager der Gesellschaft zur Förderung der Verteidigung, des Flugwesens und der Chemie. 1938 wurde er verhaftet und ins Gulag eingeliefert. Nach Lagerhaft im Fernen Osten und in der ASSR der Komi wurde er im Dezember 1945 freigelassen (und 1954 rehabilitiert). Seine Mutter musste nach der Verhaftung ihres Mannes mit ihren drei kleinen Kindern und der Schwiegermutter ihr Haus verlassen und ging nach Jaschkino und dann zu Verwandten in Topki, wo die Familie sehr unter den eingeschränkten materiellen Bedingungen insbesondere während des Deutsch-Sowjetischen Krieges litt. 1943 wurde Gennadi Mesjaz eingeschult. 1946 zog die Familie nach Belowo um, wo der Vater wieder als Koch arbeitete. 1949 wurde Gennadi Mesjaz in den Komsomol aufgenommen. Ab 1950 besuchte er die Eisenbahn-Mittelschule Nr. 76 in Belowo, wo er seinen Mitschülern bei der Mathematik half.

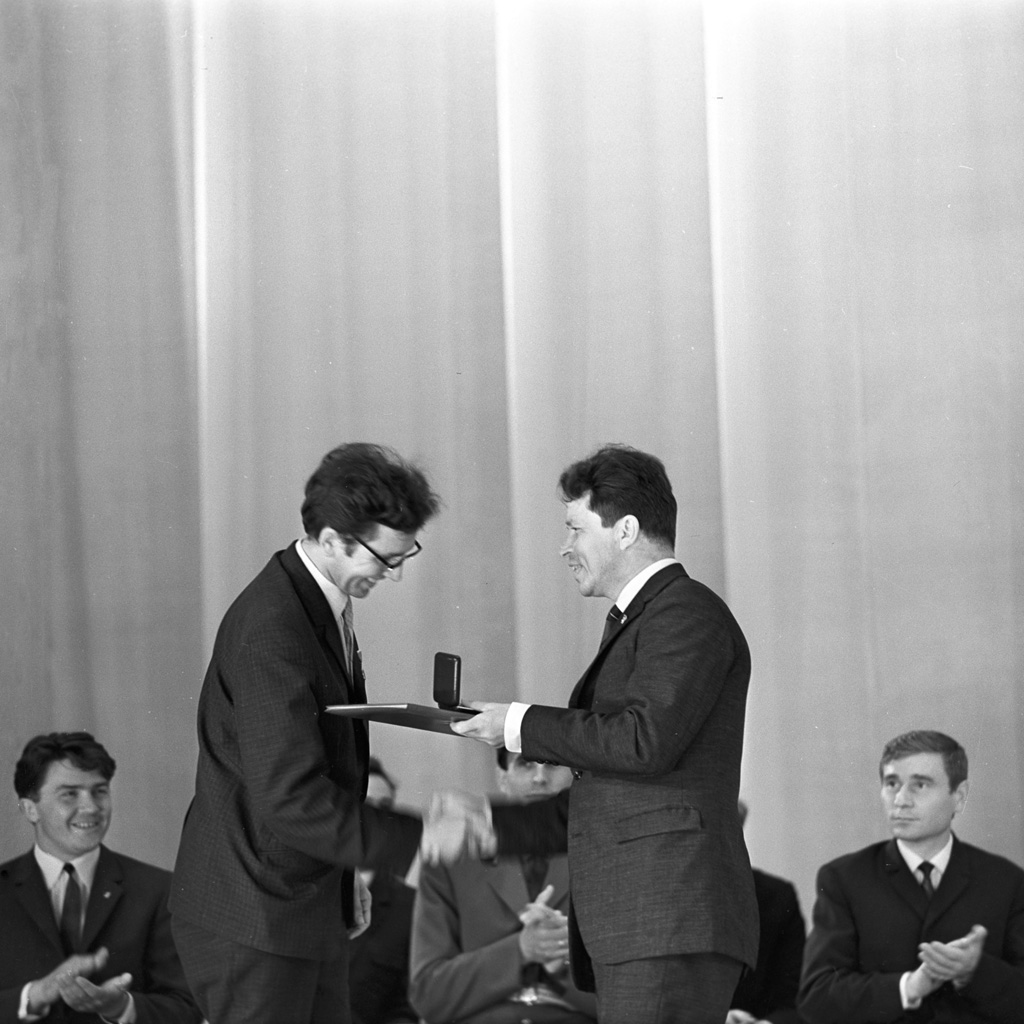
Gennadi Andrejewitsch Mesjaz (links, Übergabe des Komsomol-Preises durch Jewgeni Tjaschelnikow, Moskau 1971)

Nach dem Schulabschluss mit einer Silbermedaille 1953 begann Mesjaz an der Radiotechnischen Fakultät des Polytechnischen Instituts Tomsk (TPI) das Studium. Allerdings durften an dieser Fakultät Söhne von Verurteilten nicht studieren, so dass Mesjaz 1955 in die Elektroenergie-Fakultät versetzt wurde. Dort schloss er in der Fachrichtung Elektrostationen, Netze und Systeme 1958 das Studium als Elektroenergie-Ingenieur ab. Zu seinen Lehrern gehörten A. A. Worobjow, A. M. Prochorow, G. I. Budker und N. G. Bassow. Nach der anschließenden Aspirantur wurde er 1961 mit seiner Arbeit über die Untersuchung und Entwicklung von Geräten zur Erzeugung von Nanosekunden-Hochspannungsfunksignalen zum Kandidaten der technischen Wissenschaften promoviert. Er wurde nun Wissenschaftlicher Mitarbeiter des TPI. 1966 wurde er zum Doktor der technischen Wissenschaften promoviert.
1966 wurde Mesjaz Leiter der Abteilung für Nanosekunden-Hochspannungsimpulstechnik im Forschungsinstitut für Kernphysik, Elektronik und Automatik (NII JaFEA) am TPI. Unter seiner Leitung wurde der erste hochpräzise Impuls-Elektronenbeschleuniger gebaut. 1968 war er Mitglied des Organisationsausschusses des International Symposium on Discharges and Electrical Insulation in Vacuum (ISDEIV). 1969 wurde er Vizedirektor für die wissenschaftliche Arbeit im neuen Institut für Atmosphärenoptik (IOA) im Aufbau befindlichen Akademgorodok des Tomsker Wissenschaftszentrum der sibirischen Abteilung (SO) der Akademie der Wissenschaften der UdSSR (AN-SSSR). 1977 initiierte und organisierte er das Institut für Hochstromelektronik der SO der AN-SSSR in Tomsk, das er bis 1986 leitete. 1979 wurde er Korrespondierendes Mitglied der AN-SSSR und 1979 Wirkliches Mitglied.
Mesjaz arbeitete im Komsomol und in der KPdSU mit. 1971 war er Delegierter beim 24. Kongress der KPdSU. An den Weltfestspielen der Jugend und Studenten hatte er 1957 in Moskau, 1968 in Sofia und 1973 in Berlin teilgenommen.
Neben seiner Forschungstätigkeit lehrte Mesjaz seit 1961 am TPI, die ihn schließlich zum Professor ernannte. 1970 wurde er Professor an der Tomsker Universität für Regelungssysteme und Radioelektronik, 1978 Professor am Lehrstuhl für Elektrodynamik und Quantenfeldtheorie der Universität Tomsk (TGU) und 1984 Leiter des von ihm gegründeten Lehrstuhls für Plasmaphysik der TGU.
1986 wechselte er an das Polytechnische Ural-Institut in Swerdlowsk und leitete den Lehrstuhl für Elektrophysik. 1987 wurde unter seiner Beteiligung das Elektrophysik-Institut der Ural-Abteilung der AN-SSSR gegründet, das er nun leitete wie auch die Ural-Abteilung der AN-SSSR (als Nachfolger S. W. Wonsowskis 1986–1998).
Seit 1988 leitet Mesjaz den Lehrstuhl für Elektrophysik des Moskauer Instituts für Physik und Technologie. Zu seinen Schülern in seiner langen Lehrtätigkeit gehörten S. P. Bugajew, B. M. Kowaltschuk, S. D. Korowin und W. G. Schpak.
1990 wurde Mesjaz auswärtiges Mitglied der Akademie der Wissenschaften der DDR. 1993 initiierte Mesjaz die erneute Stiftung des Demidow-Preises und ist seitdem Präsident der Internationalen Demidow-Stiftung. 1998–2005 war Mesjaz Vorsitzender der Kommission für die Verleihung der akademischen Grade des Ministeriums für Bildung und Wissenschaft. 2004–2015 war er Direktor des Moskauer Lebedew-Instituts als Nachfolger O. N. Krochins. Er ist Mitglied der American Physical Society und der Optical Society of America. Er arbeitete sechs Jahre lang in der Bildungskommission der Internationalen Union für Reine und Angewandte Physik mit. 
1979 wurde er korrespondierendes und 1984 Vollmitglied der Akademie der Wissenschaften der UdSSR. Von 1987 bis 2013 war er Vizepräsident der Akademie (ab 1992 Russische Akademie der Wissenschaften). 2009 wurde er auswärtiges Mitglied der Nationalen Akademie der Wissenschaften der Ukraine.
Mesjaz ist verheiratet mit Nina Alexandrowna geborene Maschukowa (* 1937), die bis zu ihrem Ruhestand Dozentin der Tomsker Universität für Regelungssysteme und Radioelektronik war. Ihr Sohn Wadim Gennadijewitsch Mesjaz (* 1964) studierte Physik an der TGU, wurde bekannt als Dichter und Schriftsteller und lebt seit 1993 in den USA.

## Ehrungen, Preise
- Gold- und Silbermedaille der Ausstellung der Errungenschaften der Volkswirtschaft der UdSSR
- Ehrenzeichen des Komsomol-Zentralkomitees (1967)
- Preis des Komsomol (1968)
- Jubiläumsmedaille „Zum Gedenken an den 100. Geburtstag von Wladimir Iljitsch Lenin“ (1970)
- Orden des Roten Banners der Arbeit (1971)
- Staatspreis der UdSSR (1978)
- Ehrenzeichen der Sowjetunion (1981)
- Leninorden (1986)
- Preis des Ministerrats der UdSSR (1990)
- Walter P. Dyke Award for Distinguished Work on Discharges and Electrical Insulation in Vacuum (1990) der International Symposia on Discharge and Electrical Insulation in Vacuum (ISDEIV)[5]
- Erwin Marx Award (1991) des Institute of Electrical and Electronics Engineers (IEEE) und der IEEE Nuclear and Plasma Sciences Society
- Verdienstorden für das Vaterland IV. Klasse (1996), III. Klasse (1999), II. Klasse (2006)
- Stoletow-Preis (1996)
- Staatspreis der Russischen Föderation (1998)
- Ehrenbürger der Oblast Tomsk (2001) und der Stadt Jekaterinburg (2003)
- Moissejew-Goldmedaille (2002)
- Demidow-Preis (2002)
- Global Energy Prize (2003)[3]
- Preis der Regierung der Russischen Föderation für Wissenschaft und Technik (2003)
- Wonsowski-Goldmedaille der Russischen Akademie der Wissenschaften (RAN) (2004)
- kirgisischer Danaker-Orden (2004)
- Lawrentjew-Goldmedaille der RAN (2005)
- Ritter der Ehrenlegion (2008)
- Orden der Ehre (2011)
- IEEE Marie Sklodowska-Curie Award (2012)[6]
- S.-I.-Wawilow-Goldmedaille (2020)